# Le Sorcier du ciel
Le Sorcier du ciel – francuski film religijny z 1949 roku. Film jest biografią świętego Jana Marii Vianneya, zwanego proboszczem z Ars.

## Obsada[1]
- Georges Rollin : Jan Maria Vianney, proboszcz z Ars
- Marie Daëms : Catherine Lassagne
- Dora Doll : Benoîte
- Alfred Adam : Samson
- Claire Gérard : pani Bibost
- Alexandre Rignault : Ruffin
- Jandeline : pani Ruffin
- Léon Belières : Mandy,
- Paul Faivre : opat Toccanier
- Daniel Ivernel : Georges Malray
- Jeanne Pérez : ogrodnik
- Joëlle Robin : Louise Marchand
- Victor Vina : paralityk
- Paul Higonenc : ojciec Clément